# Steve Vai
Steve Vai est un guitariste et chanteur de rock américain né le 6 juin 1960 à New York, considéré comme un guitar hero.
Steve Vai commence sa carrière à 19 ans en tant que guitariste dans le groupe de Frank Zappa qui le surnomme son « little italian virtuoso ». En 1984, il enregistre son premier album solo (Flex-Able). Il rejoint ensuite le groupe Alcatrazz où il remplace le guitariste Yngwie Malmsteen le temps d'un album et d'une tournée. De 1985 à 1989, il joue aux côtés de David Lee Roth, l'ex-chanteur de Van Halen, avec lequel il enregistre deux albums, Eat 'Em and Smile (1986) et Skyscraper (1988). Il quitte David Lee Roth pour enregistrer son second album solo Passion and Warfare, qui remporte un grand succès et lance sa carrière solo. Il poursuit avec la publication de Sex & Religion en 1993, Alien Love Secrets en 1995, Fire Garden en 1996 et The Ultra Zone en 1999.
Avec Joe Satriani, qui fut son professeur de guitare, il entame à partir de 1996 une série de tournées mondiales dans lesquelles ils jouent aux côtés d'autres grands guitaristes comme Eric Johnson, John Petrucci, Yngwie Malmsteen, Uli Jon Roth, Brian May, Michel Cusson, Robert Fripp, Kenny Wayne Shepherd, Andy Timmons, Steve Morse.
Parmi de nombreuses récompenses, le Berklee College of Music lui a décerné en 2000 le titre de docteur honoris causa en musique.

## Biographie

### Jeunesse
Steven Siro Vai est né le 6 juin 1960 au Nassau County Hospital de New York, quatrième enfant d'une famille de cinq d'origine italienne. Il grandit à Long Island.
Il découvre sa vocation pour la guitare à l'âge de 13 ans en écoutant le solo de Jimmy Page sur Heartbreaker et prend ses premiers cours à l'âge de 14 ans et prend pendant trois ans des cours avec Joe Satriani, son aîné de quatre ans.
Il étudie la musique au Berklee College of Music à Boston où il a comme professeur Mike Metheny et Wes Hensel.

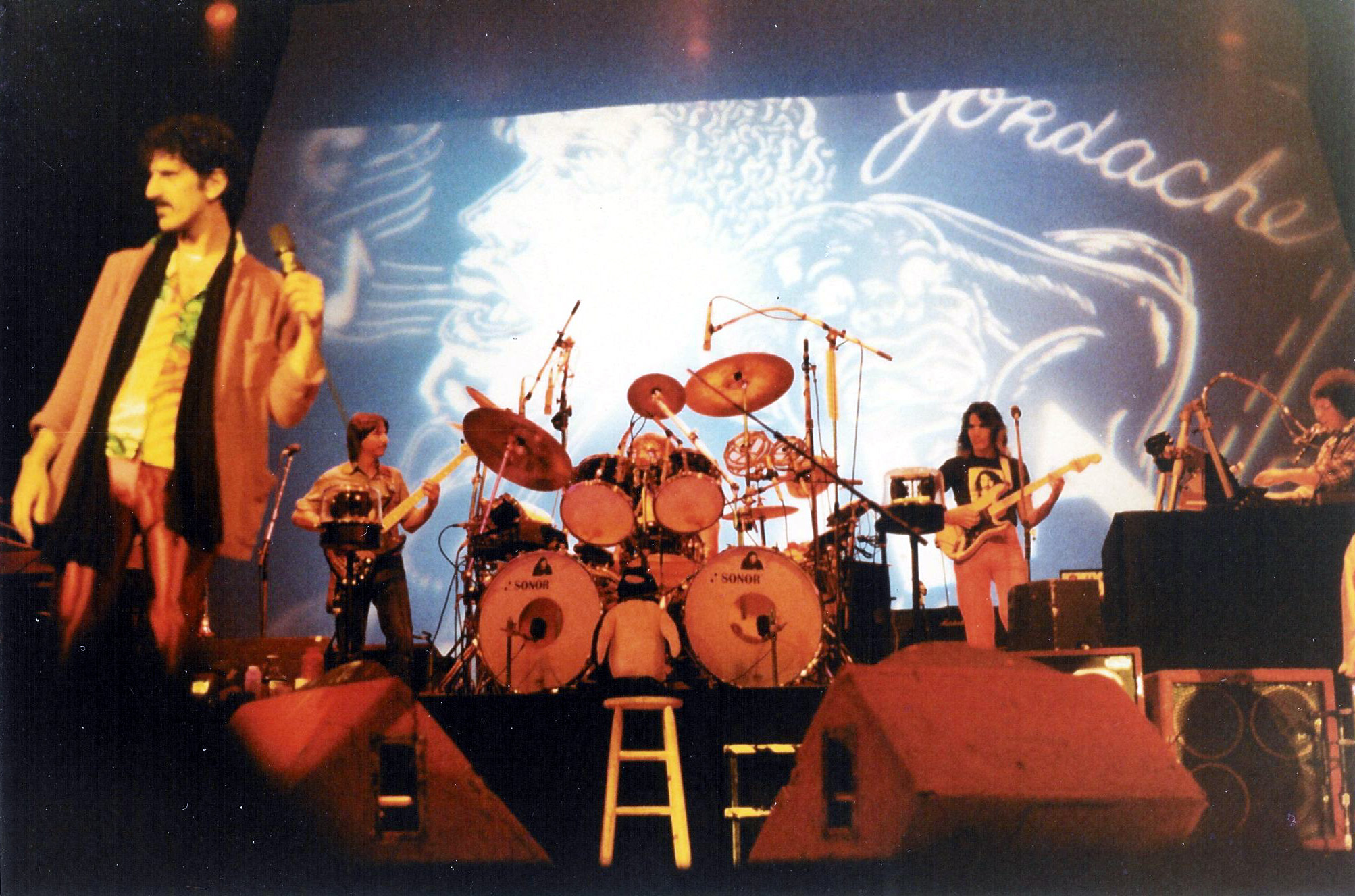
Steve Vai sur scène avec Frank Zappa au Memorial Auditorium de Buffalo en 1980.

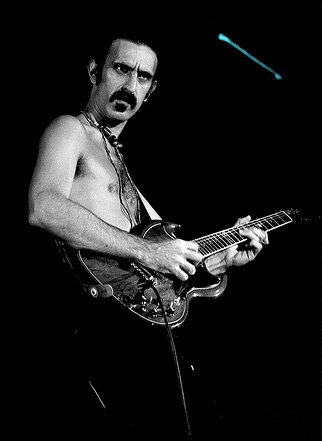
Steve Vai intègre le groupe de Frank Zappa à l'âge de 19 ans.

### Avec Frank Zappa
Il réussit à retenir l'attention de Frank Zappa grâce à son savoir théorique qui lui permet de transcrire des parties musicales très complexes, issues d'improvisations de Frank Zappa, avec quintolet de doubles croches sur des mesures en 7/8 et surtout grâce à sa maîtrise instrumentale parfaite de la guitare (il l'impressionne en transcrivant une partition de batterie pour la guitare). Un an après avoir envoyé une cassette démo de la chanson The Black Page, il est engagé à 19 ans dans le groupe de Frank Zappa en remplacement d'Adrian Belew. Il est alors le plus jeune membre du groupe. Une anecdote raconte que pour améliorer ses performances guitaristiques, celui que Frank Zappa surnommait « L'acrobate de la guitare » ou « Little Italian virtuoso » aurait dormi avec un métronome battant la mesure à 60 dans le creux de l'oreille. Zappa apprécie particulièrement de jouer avec Steve Vai et juge leurs styles de jeu complémentaires.

### Carrière solo
À partir de 1983, il laisse de côté le groupe de Frank Zappa et enregistre son premier album, Flex-Able. Steve Vai investit l'argent qu'il a gagné avec Zappa pour construire son propre studio et produire lui-même son album. Avec son manager Laurel Fishman, Vai crée même un label pour éditer son disque (Akashic Records). Le succès du disque est progressif mais The Attitude Song est édité dans une compilation pour Guitar Player Magazine et cela permet à Vai d'obtenir une certaine reconnaissance au sein de la communauté des guitaristes. Il édite ensuite d'autres titres enregistrés à la même époque sous le titre Flex-Able Leftovers. À l'époque, le disque n'est édité qu'à 2000 exemplaires.
Il interprète un rôle au cinéma dans le film Crossroads, dans lequel il enregistre notamment avec Ry Cooder le duel de guitare de la fin du film. Il est par la suite contacté pour remplacer Yngwie Malmsteen au sein du groupe Alcatrazz. Il enregistre avec ce groupe l'album Disturbing The Peace en 1985. À peine la tournée avec Alcatrazz achevée, il intègre Public Image Ltd pour Album.

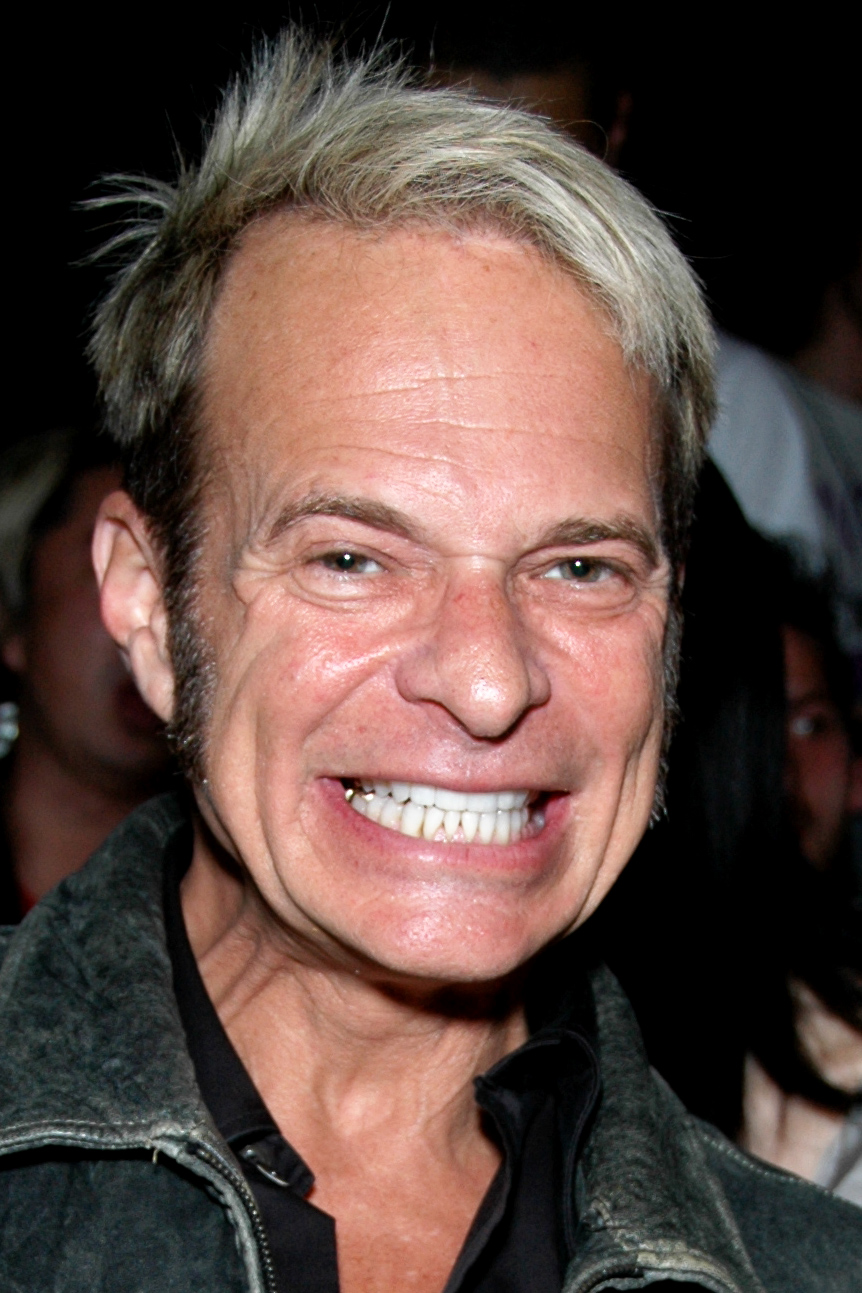
Steve Vai joue avec David Lee Roth entre 1985 et 1989.

David Lee Roth, l'ex-chanteur de Van Halen, le recrute pour former son propre groupe avec Gregg Bissonette à la batterie et Billy Sheehan à la basse. Steve Vai participe à l'écriture des morceaux pour les deux albums auxquels il participe, Eat 'Em and Smile (1986) et Skyscraper (1988) et coproduit le second album avec David Lee Roth,,.

### Passion and Warfare,Sex & Religion
Vai quitte le groupe de David Lee Roth pour enregistrer son second album solo Passion and Warfare. Il se donne pour objectif d'exprimer tous ses sentiments, de faire un disque à l'image de sa personnalité. Chaque morceau correspond ainsi à un sentiment particulier : la convoitise (The Animal), la joie (Answers), la tendresse (Sisters), la colère (Greasy Kid's Stuff), le comique (The Audience is Listening), la complexité (Love Secrets) et le mysticisme (For the Love of God).
Il y joue de la guitare 7 cordes qu'Ibanez a spécialement conçue pour l'occasion, utilise l'harmonizer, mélange les figures rythmiques et use du tapping. L'album remporte un grand succès et consacre Steve Vai comme l'un des grands guitaristes de son époque.
Il reçoit ensuite une proposition de David Coverdale pour rejoindre Whitesnake et enregistre à la place d'Adrian Vandenberg les parties de guitare de l'album Slip of the Tongue (1989). Il participe ensuite à la tournée du groupe avant de revenir à sa carrière solo.
Pour l'album suivant, Steve Vai tente de constituer un vrai groupe de musique autour de lui avec le bassiste TM Stevens, le batteur Terry Bozzio et le chanteur Devin Townsend. Sex & Religion sort en 1993 et reflète largement les états d'âme tourmentés de Steve Vai à cette période de sa vie. Le chant torturé de Devin Townsend accentue cette impression.

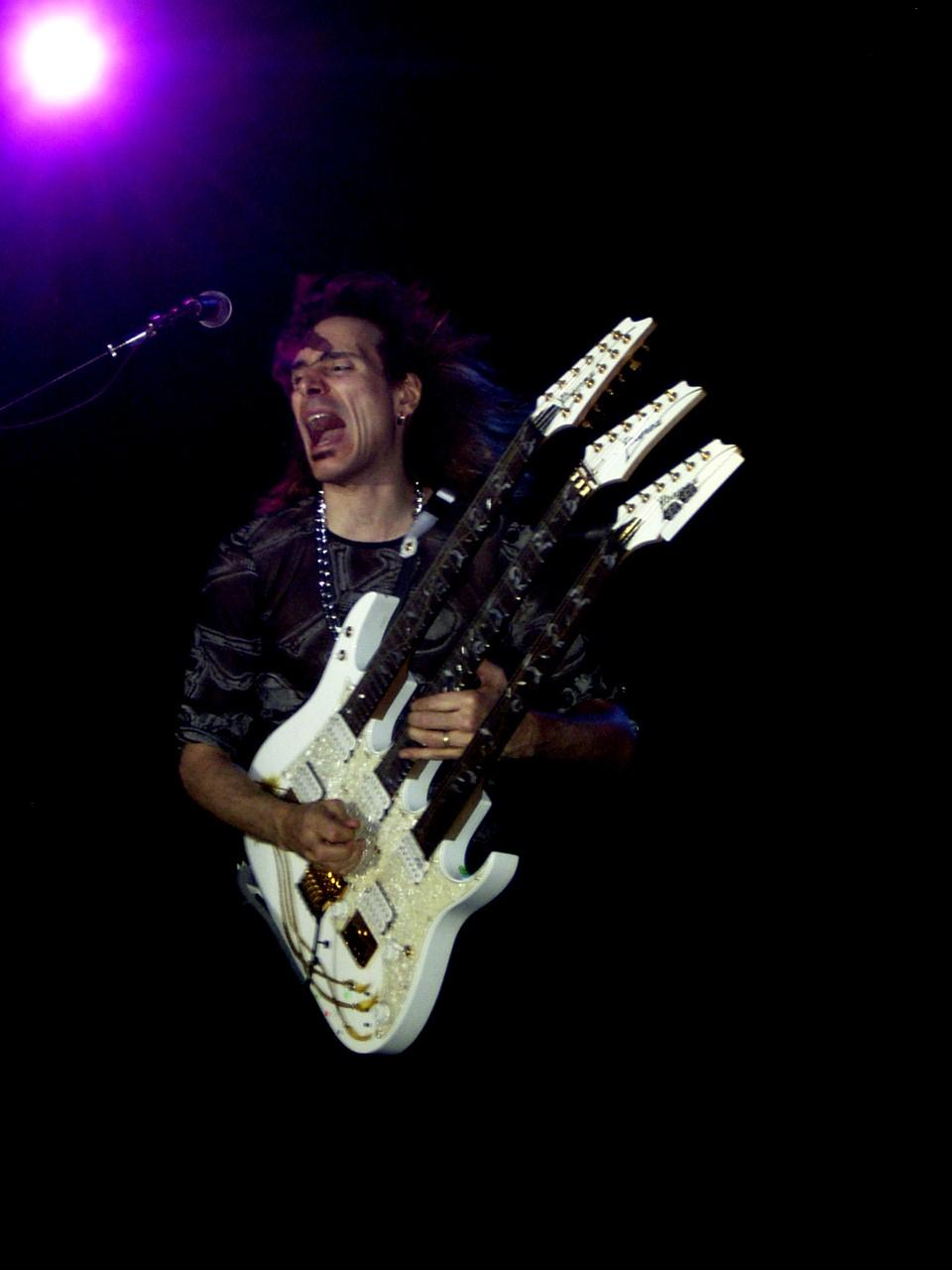
Steve Vai en concert à Madrid (2004).

Pendant son travail de composition de l'album Fire Garden, Vai fait une pause de six semaines pour composer un court EP avec des morceaux simples. Alien Love Secrets sort en 1995.

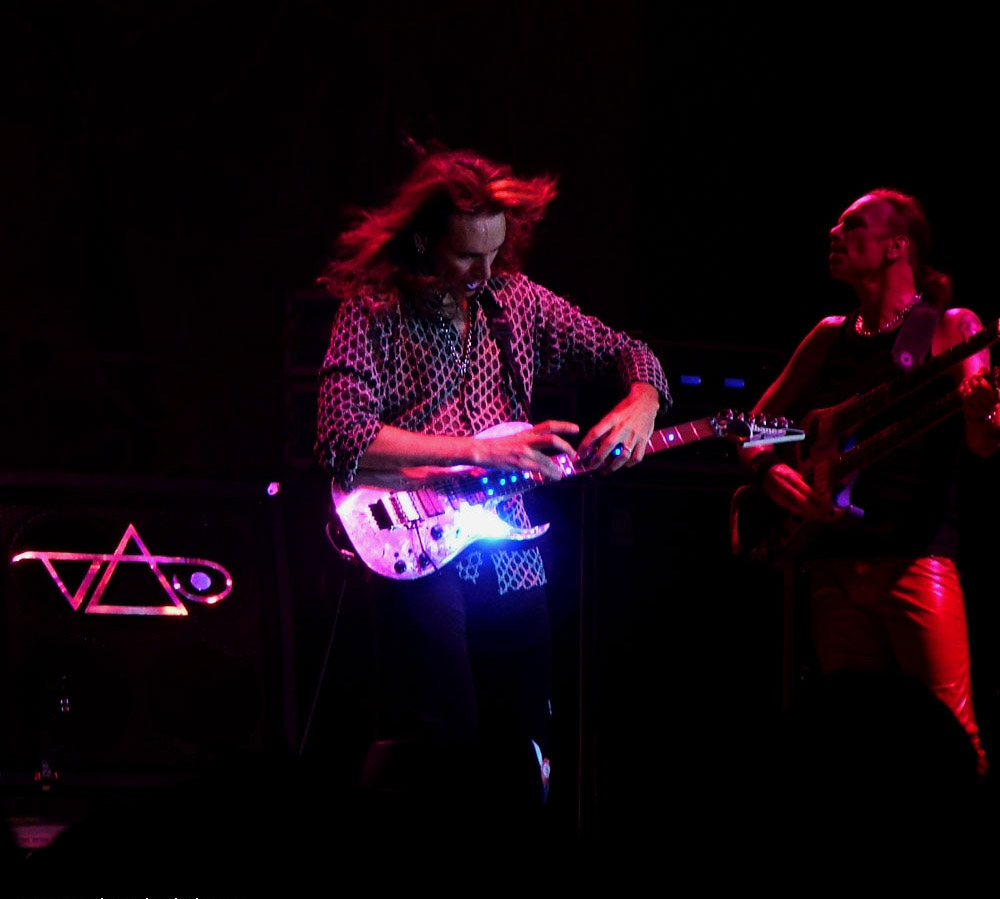
Steve Vai en concert à Milan en 2005 avec Billy Sheehan en arrière-plan.

### Fire GardenetThe Ultra Zone
Il sort l'album Fire Garden en 1996. L'album comprend deux parties : la première est entièrement instrumentale alors que la seconde comprend uniquement des chansons. Steve Vai a déjà chanté, sur son album Flex-Able ou encore en accompagnement avec Frank Zappa ou sur l'album Sex & Religion mais c'est la première fois qu'il chante lui-même en tant que chanteur principal.
À l'automne 1996, il part en tournée avec Joe Satriani et Eric Johnson dans le cadre du G3. L'album G3 Live In Concert sort en 1997 et contient les morceaux Answers, For the Love of God et The Attitude Song de Steve Vai ainsi que les reprises de Going Down, My Guitar Wants To Kill Your Mama (Frank Zappa) et Red House (Jimi Hendrix).

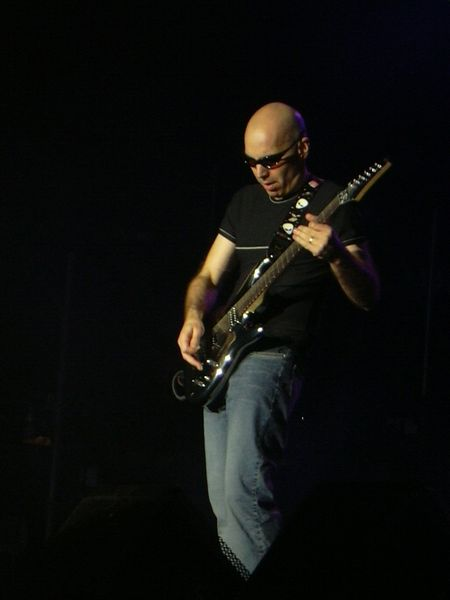
À partir de 1996, il entame une série de tournées avec son ami Joe Satriani dans le cadre du G3.

L'album The Ultra Zone (1999) est plus éclectique que les précédents. Il comprend aussi bien des morceaux heavy comme Ooo... que des morceaux plus proches du blues, comme le morceau dédié à Stevie Ray Vaughan, Jibboom. Sur la chanson Asian Sky, il invite le guitariste Tak Matsumoto et le chanteur Koshi Inaba du groupe japonais B'z. Sur le morceau Fever dreams, il utilise sa guitare à trois manches.

### Alive In An Ultra World
Pour la tournée mondiale qui suit la parution de l'album, Vai compose des morceaux inspirés de la musique locale traditionnelle dans les différents pays qu'il traverse. On retrouve certains de ces morceaux sur l'album Alive In An Ultra World (2001).
Il crée aussi une fondation Make a Noise, afin de promouvoir l'apprentissage de la musique. Il crée son propre label Favored Nations et produit des artistes virtuoses.
Steve Vai se lance dans l'édition d'une série de disques d'« archives ». Le premier d'entre eux The 7th Song – Enchanting Guitar Melodies, Archives Vol. 1 (2000) reprend le 7e morceau de chaque album de Vai. Généralement, le 7e morceau est toujours une ballade instrumentale. On y retrouve notamment For The Love Of God (Passion And Warfare) et Tender Surrender (Alien Love Secrets). L'album comporte également trois morceaux inédits, Melissa’s Garden, The Wall Of Light et Boston Rain Melody. Le second volume, FZ Original Recordings ; Steve Vai Archives, Vol. 2 (2001), regroupe des morceaux qu'il a enregistrés avec Frank Zappa entre 1980 et 1982. Le troisième volume, Mystery Tracks – Archives Vol. 3 (2003), reprend des morceaux insérés en bonus de certaines éditions de ses disques, et Le quatrième volume, Various Artists – Archives Vol. 4, des morceaux de ses participations dans d'autres projets. On y trouve notamment des morceaux de Public Image Limited et une collaboration avec Chick Corea. Dans le même esprit, il édite aussi The Elusive Light And Sound (2001), qui rassemble des musiques composées pour des bandes originales de film et notamment la musique de Crossroads.

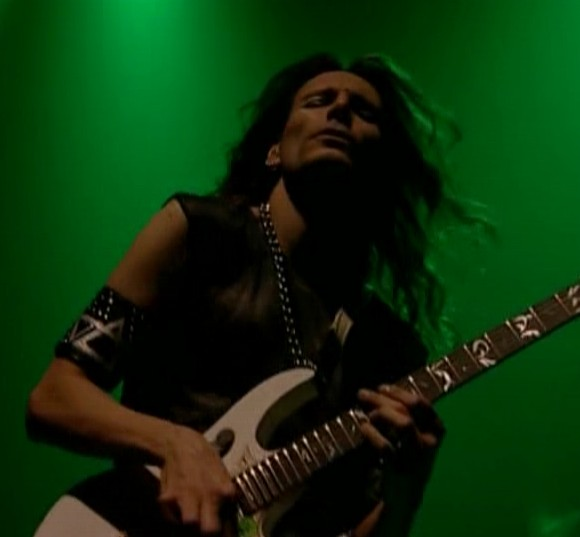
Steve Vai à Londres en 2001.

Sur le deuxième album du G3, G3 Live: Rockin' In The Free World (2004), enregistré à Kansas City avec Joe Satriani et Yngwie Malmsteen en 2003, on trouve trois morceaux de Vai, You’re Here, Reaping et Whispering A Prayer et trois reprises, Voodoo Child (Slight Return) (Jimi Hendrix), Little Wing (Jimi Hendrix) et Rockin' In The Free World (Neil Young). Le troisième album est enregistré à Tokyo en mai 2005 avec Joe Satriani et John Petrucci. Vai y joue The Audience Is Listening, Building The Church et K'm-Pee-Du-Wee et interprète avec Petrucci et Satriani Foxy Lady (Jimi Hendrix), La Grange (ZZ Top) et Smoke On The Water (Deep Purple).

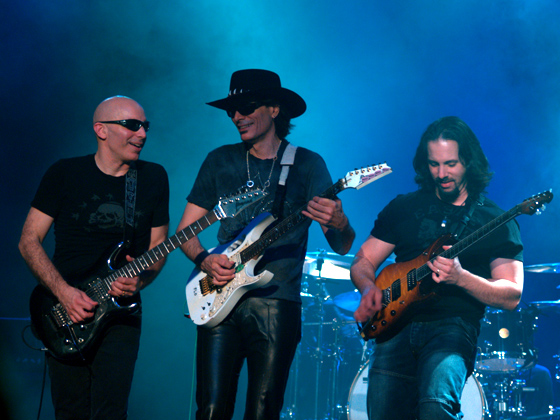
Steve Vai, Joe Satriani et John Petrucci lors d'un concert du G3 en 2006.

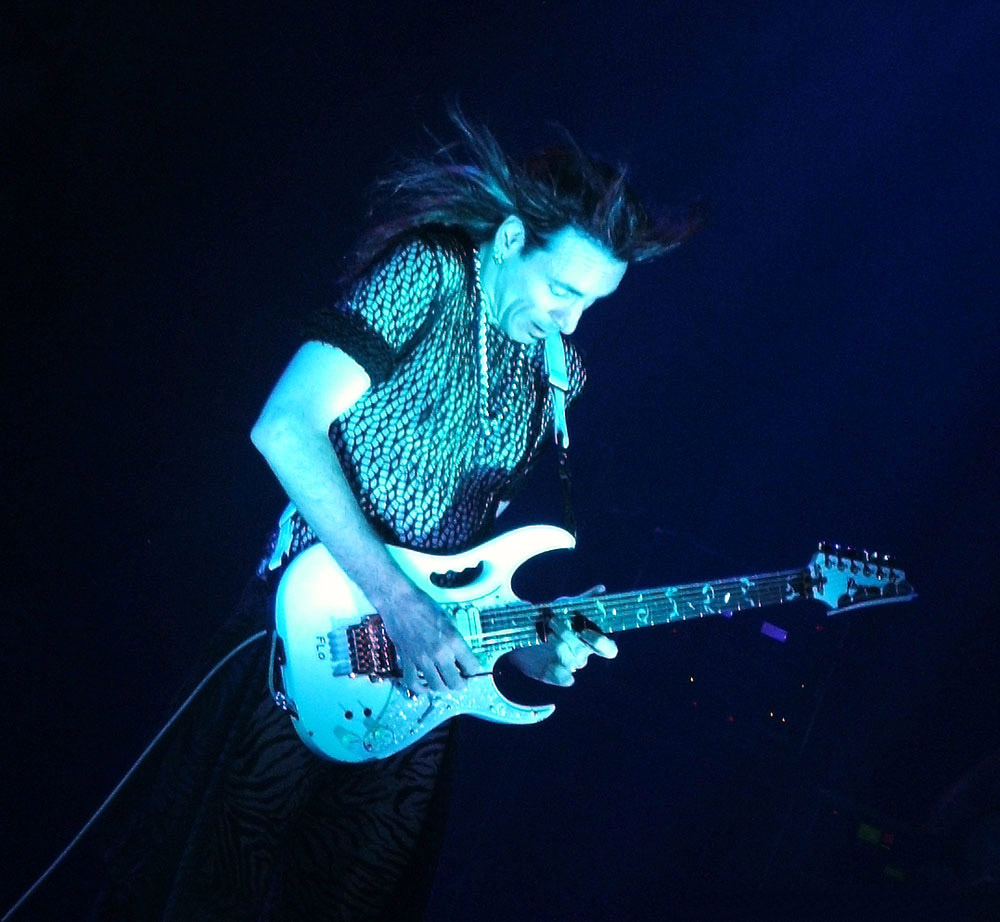
Steve Vai en concert à Milan en 2005.

### Real Illusions: ReflectionsetSound Theories
Cinq ans après le dernier album studio, Vai publie Real Illusions: Reflections en 2005.
Steve Vai participe ensuite au projet Zappa Plays Zappa initié par Ahmet et Dweezil Zappa, les fils de Frank Zappa.
En 2007, Vai publie un double album, Sound Theories avec le Holland Metropole Orkest, sous la direction de Dick Bakker. Le premier disque comprend des performances live de Steve Vai avec l'orchestre alors que sur le second disque, l'orchestre joue seul des compositions de Steve Vai.
En février 2010, un titre inédit est proposé sur iTunes, intitulé Without Me. Il s'agit d'un des nombreux morceaux qui n'avaient trouvé de place sur aucun album. En mars, Steve Vai lance la construction d'un nouveau studio[réf. nécessaire].
Au printemps 2012, il participe avec Joe Satriani et Steve Lukather à la tournée du G3 en Océanie puis enchaîne avec une tournée estivale en Europe avec Joe Satriani et Steve Morse,.

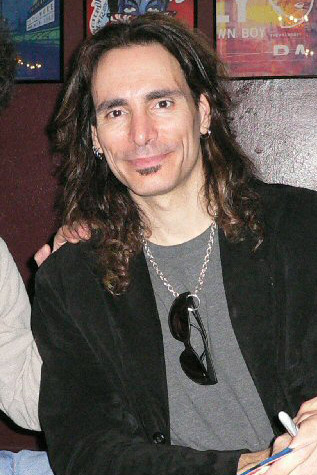
Steve Vai vers 2007.

### The Story of Light
The Story of Light, le 16e album solo de Steve Vai, sort le 14 août 2012, sept ans après le dernier album studio Real Illusions. Vai renouvelle ses influences. Les morceaux 3 et 4 de l'album, John the Revelator et Book of the Seven Seals s'inspirent du morceau John the Revelator du bluesman Blind Willie Johnson. Steve Vai reconnaît avoir longtemps eu une certaine aversion contre le blues qu'il considérait comme une musique trop facile. C'est grâce à son ami Tom Waits qu'il a découvert Blind Willie Johnson. Pour ces deux morceaux, il collabore avec la chanteuse Beverly McClellan (en). Le morceau The Moon and I a été composé lors d'un jam pendant un concert en Grèce plusieurs années avant la sortie de l'album. Sur No More Amsterdam, il fait appel à Aimee Mann, qu'il connaît par l'intermédiaire de sa femme, pour composer les paroles et chanter sur le morceau avec lui,,.
Après la sortie de l'album, il entame une nouvelle tournée solo avec Beverly McClellan (en) en première partie. Son groupe comprend Dave Weiner (en) à la guitare, Jeremy Colson (en) à la batterie, Philip Bynoe (en) à la basse et Deborah Henson-Conant à la harpe. Beverly McClellan vient aussi chanter avec Vai sur les titres John the Revelator et Book of the Seven Seal. La tournée mondiale passe par l'Amérique du Nord et l'Europe en 2012 puis l'Amérique du Sud, l'Australie, l'Afrique, l'Inde et la Chine en 2013,.
Au cours de ses tournées, Steve Vai réalise des dessins et des peintures. En 2015, il expose certaines de ses œuvres avec Ralph Rieckermann au Sofitel de Beverly Hills. Il publie aussi plusieurs de ses œuvres sur son site internet vai.com.
En 2016, Steve Vai sort l'album Modern Primitive (en). L'album reprend des compositions des morceaux composés après la sortie de son premier album en 1984 et qui n'avaient jamais été publiés. Vai décrit l'album comme le lien manquant entre Flex-Able et Passion and Warfare. L'album est publié comme un bonus à la réédition de l'album Passion and Warfare,. Il invite sur l'album la bassiste Mohini Dey, ainsi que Devin Townsend et Sue Mathis/Brantmeyer pour du chant. Steve Vai lance une tournée pour célébrer le 25e anniversaire de l'album Passion and Warfare.

### Inviolate
En janvier 2022, Steve Vai sort Inviolate, son 10e album studio. La couverture de l'album illustre la principale innovation de Steve Vai pour cet album, à savoir l'utilisation d'une guitare à trois manches de sa conception, baptisée Hydra. La vidéo officielle du morceau Teeth of the Hydra montre l'incroyable jeu de guitare main gauche de Vai, capable d'exécuter en même une ligne de basse, de guitare solo et de guitare rythmique.

### The StatchVai band
Fin 2024, Steve Vai et Joe Satriani annoncent leur nouveau projet commun, dénommé StachVai Band. Par le passé, les deux artistes ont collaboré à de nombreuses reprises, se retrouvant régulièrement sur les tournées du G3. Mais pour la première fois ils nourrissent une ambition artistique commune, devant se concrétiser par la composition de plusieurs morceaux et une tournée mondiale "Surfing the Hydra tour" qui les verra se produire au Hellfest 2025. Le premier titre écrit à deux s'intitule The Sea of emotion part 1 et est sorti en 2024.

## Style musical

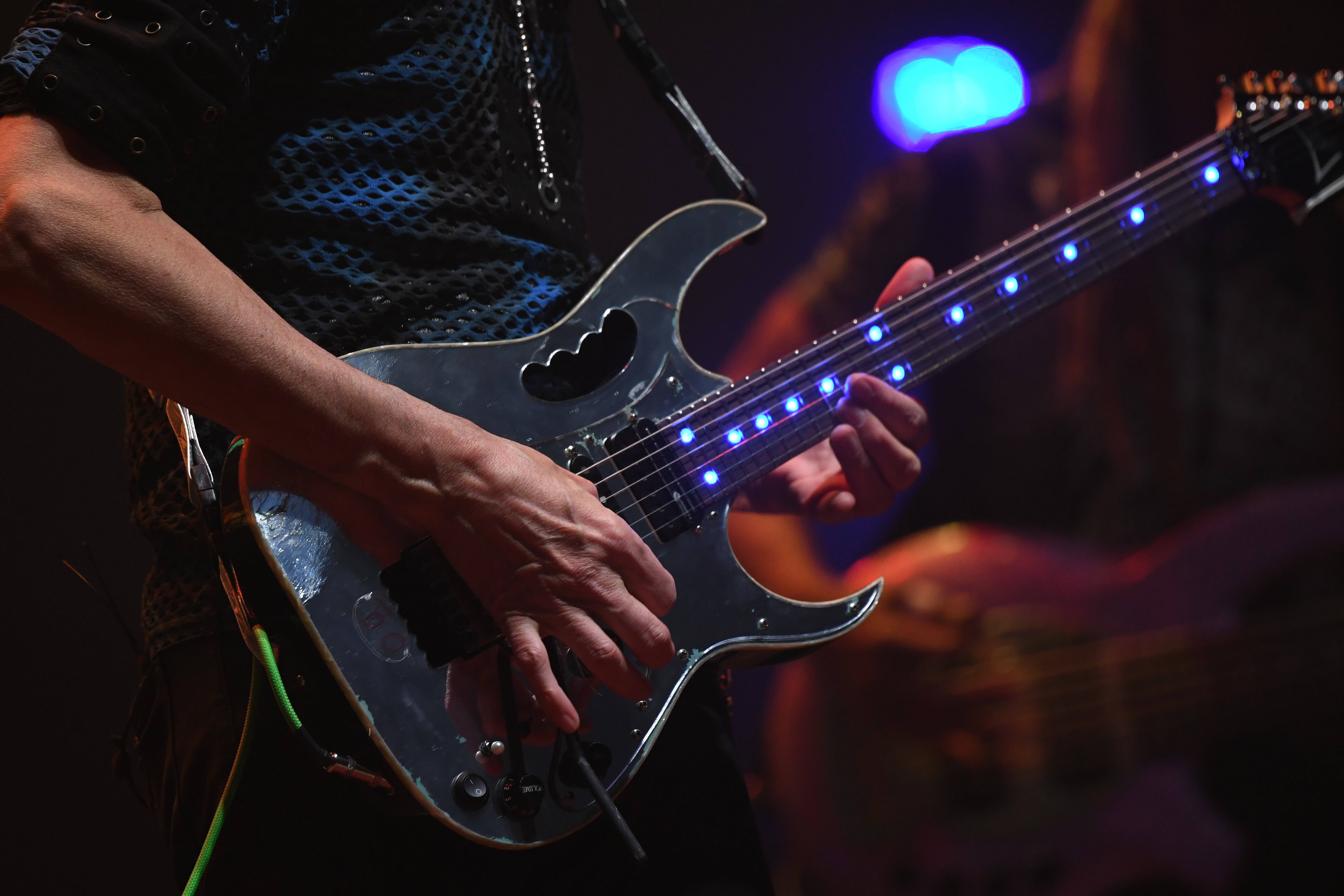
Steve Vai en concert en 2023.

Steve Vai est considéré comme un virtuose de la guitare électrique au même titre que des guitaristes comme Joe Satriani, Warren Cuccurullo, Steve Morse, Edward Van Halen, Yngwie Malmsteen ou encore John Petrucci.
Il est le seul guitariste connu à utiliser la technique du vibrato « circulaire », vibrato qui allie un mouvement conventionnel de haut en bas à un mouvement tirant et poussant sur la corde (ce dernier mouvement est le vibrato « side to side », notamment utilisé par Allan Holdsworth). On lui doit également le concept de la guitare à 7 cordes, utilisée dans l'album Passion and Warfare et adoptée par d'autres grands groupes de nu metal. Vai ajoute une corde supplémentaire pour étendre la gamme des basses (un si grave) – mais d’autres musiciens ajoutent une corde aigüe. On note que les guitares à sept cordes sont traditionnelles en Russie, au Mexique et au Brésil, et ne sont pas une invention de S. Vai.
À l'inverse de certains guitar heroes, comme John Petrucci ou Steve Morse, qui restent très concentrés sur scène, Steve Vai a aussi un comportement de rock star. Pour lui, l'expression corporelle fait partie de la musique et il est important de s'exprimer sur scène à la fois par son instrument mais aussi avec les expressions faciales et corporelles.

## Influences
C'est en écoutant le morceau Heartbreaker de Led Zeppelin avec la guitare de Jimmy Page que Steve Vai a décidé de jouer de la guitare.
Il revendique l'influence de Jimi Hendrix. Il a découvert sa musique à l'âge de 12 ans, avant de commencer à jouer de la guitare et c'est son professeur Joe Satriani qui lui a appris à jouer les morceaux d'Hendrix.
Son premier album, Flex-Able, est fortement inspiré par son apprentissage chez Frank Zappa, qu'il s'agisse de la musique à proprement parler, du jeu de guitare, ou de l'ambiance surréaliste qui traverse l'album.
Vai a notamment été très influencé et a beaucoup appris grâce à de nombreux guitaristes au jeu plus jazz, qu'il a découverts durant ses années de lycée, tels que Jeff Beck, Carlos Santana, Al Di Meola, John McLaughlin ou encore Joe Pass[réf. nécessaire]. On retrouve aussi dans son jeu une claire inspiration d'Eddie Van Halen (tapping, harmoniques, utilisation du vibrato) et d'Allan Holdsworth (jeu legato)[réf. nécessaire].

## Matériel

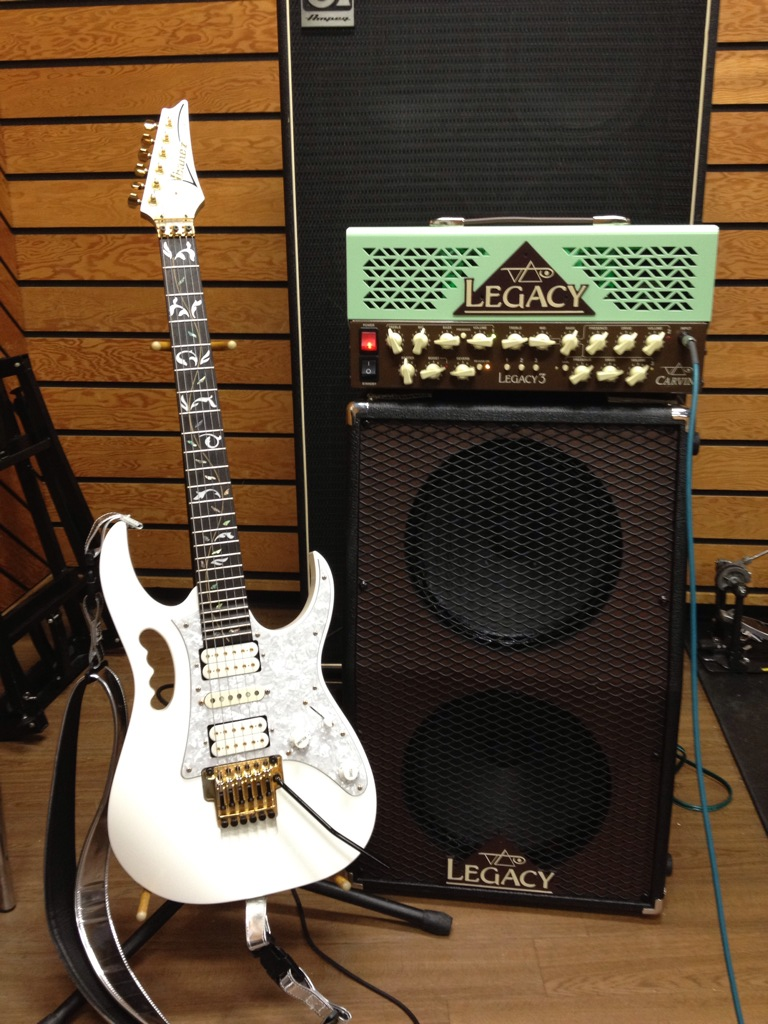
Guitare Ibanez JEM 7V et amplificateur Carvin Legacy 3, matériel signature de Steve Vai (en 2012).

Steve Vai utilise des guitares conçues par et pour lui de marque Ibanez : la série « JEM », qui a pour particularité une poignée creusée dans la guitare (« the Monkey Grip »), un dessin tout particulier sur le manche et des micros DiMarzio Evolution. Il en possède 4 toutes particulières :
- EVO, sa JEM favorite
- FLO I, II et III, avec des configurations de micros différents.

Pionnier de la guitare à 7 cordes depuis 1989, Steve Vai conçut également les modèles « Universe » munis de micros DiMarzio Blaze et d'un chevalet vibrato Edge Pro 7. Ces guitares sont essentiellement des Ibanez JEM dépourvues de poignée «Monkey Grip», à l'exception du modèle Prestige JEM7V7WH de 2013.
Il possède d'autres modèles uniques exposés dans sa collection personnelle, visible sur son site officiel. Il en met de temps en temps une en vente pour des œuvres caritatives à l'occasion d'anniversaires[réf. souhaitée].
La marque Ibanez a également réalisé une série de deux guitares acoustiques signature, « Euphoria », dont il se sert occasionnellement sur quelques-uns de ses titres.
La marque DiMarzio a réalisé une série de micros, les « DiMarzio Evolution », dont sont équipées les guitares signatures ainsi que d'un cable de branchement jack.

Il utilise des amplificateurs signatures de la marque Carvin, nommés « Legacy », depuis 1999. Par le passé, il a aussi joué sur des Marshall, Egnater ou Bogner (Ecstasy).

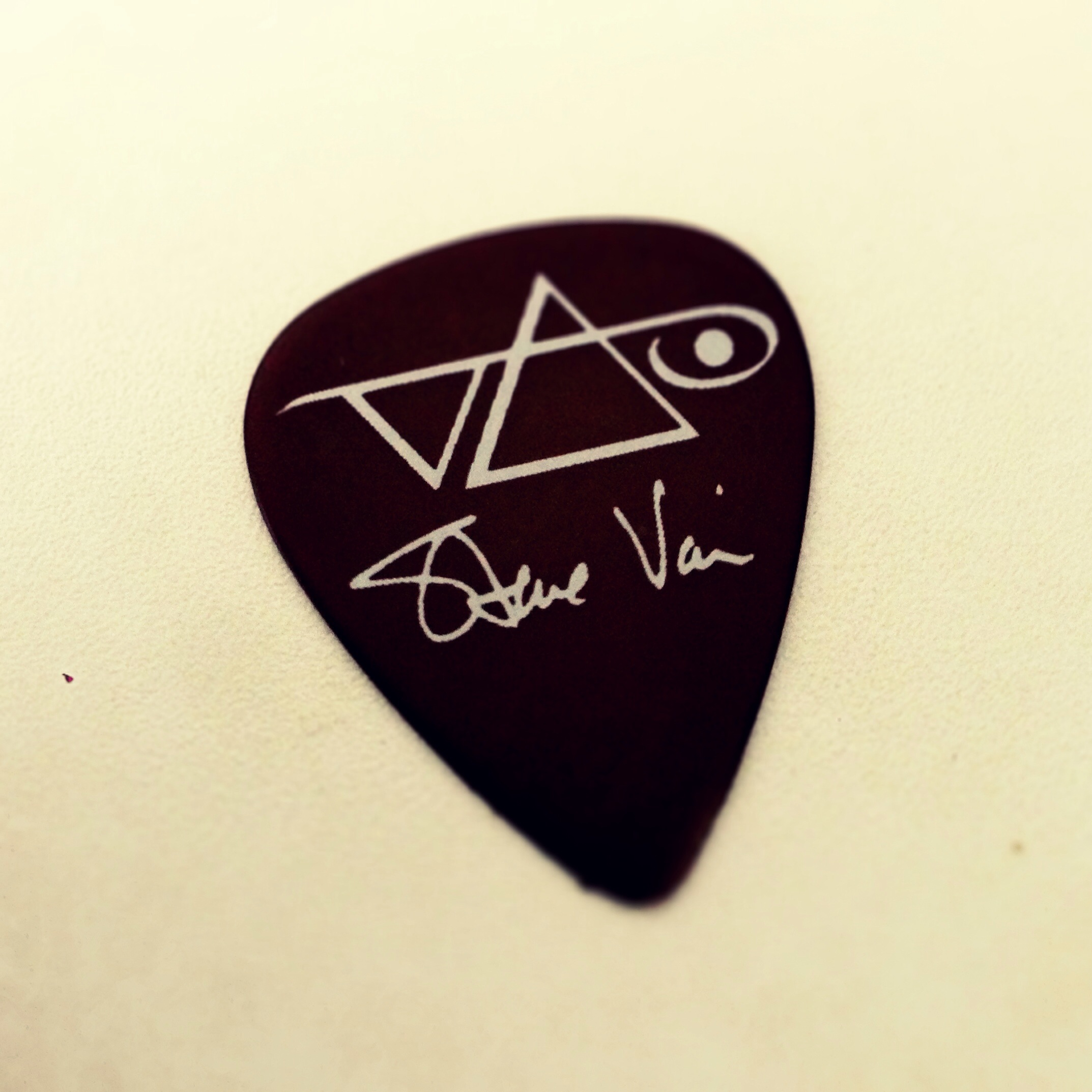
Médiator signature Steve Vai (2013).

## Jeux vidéo
- 2004 : Steve Vai interprète les bandes son pour le jeu Halo 2 : Halo Theme (MJOLNIR Mix), Never Surrender et Reclaimer.
- 2014 : avec l'arrivée de Halo 2 Anniversary, le musicien participe à la remasterisation de la bande originale[33].
- Le thème de Halo 2, ainsi que For the Love of God, sont aussi des chansons jouables sur le jeu vidéo Guitar Hero 3: Legends of Rock en tant que contenu téléchargeable sur Xbox 360 uniquement.
- Le titre Speeding (Vault Version) est jouable sur Guitar Hero: Warriors of Rock.

## Discographie

### Studio
- 1984 : Flex-Able
- 1984 : Flex-Able Leftovers
- 1990 : Passion and Warfare
- 1993 : Sex & Religion
- 1995 : Alien Love Secrets
- 1996 : Fire Garden
- 1999 : The Ultra Zone
- 2005 : Real Illusions: Reflections
- 2012 : The Story of Light
- 2016 : Modern Primitive (en)
- 2022 : Inviolate (en)
- 2023 : Vai/Gash

### Live
- 2001 : Alive in an Ultra World (en)
- 2007 : Sound Theories Vol.I & II
- 2009 : Where The Wild Things Are - Live in Minneapolis
- 2009 : Where The Other Wild Things Are - Live in Minneapolis
- 2015 : Stillness in Motion: Vai Live in L.A. (en)

### Archives et compilations
- 2000 : The 7th Song – Enchanting Guitar Melodies, Archives Vol. 1
- 2001 : FZ Original Recordings; Steve Vai Archives, Vol. 2
- 2002 : The Elusive Light And Sound
- 2003 : Mystery Tracks - Archives Vol. 3
- 2003 : Various Artists - Archives Vol. 4
- 2003 : The Infinite Steve Vai - An Anthology

### G3
- 1997 : G3 Live In Concert avec Joe Satriani et Eric Johnson
- 2004 : G3 Live - Rockin' In The Free World avec Joe Satriani et Yngwie Malmsteen
- 2005 : G3 Live in Tokyo avec Joe Satriani et John Petrucci

### Participations

#### AvecFrank Zappa
- 1981 : Tinseltown Rebellion
- 1981 : You Are What You Is
- 1981 : Shut Up 'n Play Yer Guitar
- 1982 : Ship Arriving Too Late to Save a Drowning Witch
- 1983 : The Man from Utopia
- 1984 : Them or Us
- 1985 : Frank Zappa Meets the Mothers of Prevention
- 1986 : Jazz from Hell
- 1988 : Guitar
- 1988 : You Can't Do That on Stage Anymore, Vol. 1
- 1989 : You Can't Do That on Stage Anymore, Vol. 3
- 1991 : You Can't Do That on Stage Anymore, Vol. 4
- 1991 : Beat the Boots I
- 1992 : You Can't Do That on Stage Anymore, Vol. 5
- 1992 : You Can't Do That on Stage Anymore, Vol. 6

#### Avec Alcatrazz
- 1985 : Disturbing the Peace

#### AvecDavid Lee Roth
- 1986 : Eat 'Em and Smile
- 1988 : Skyscraper

#### AvecPublic Image Limited
- 1985 : Album

#### AvecWhitesnake
- 1989 : Slip of the Tongue Adrian Vandenberg s'étant cassé le poignet avant l'enregistrement, David Coverdale a dû chercher un autre guitariste pour enregistrer les parties rythmique et les parties solistes. Slip Of The Tongue est l'album le moins aimé de Coverdale car il trouve le jeu de Vai trop brutal. Mais le chanteur ne l'a réalisé qu'un an après la sortie de l'album…[réf. nécessaire]
- 1990 : Live at Donington 1990 (en), sorti en 2011

#### Autre
- 2012 : reprise de Highway Star de Deep Purple avec Glenn Hughes et Chad Smith sur l'album Re-Machined: A Tribute to Deep Purple's Machine Head (en)

## Videos
- 2003 : Live at the Astoria, London (en) (DVD), enregistré à Londres les 6 et 7 décembre 2001
- 2011 : Live At Donington 1990 (DVD), enregistré à Donington le 18 août 1990 avec Whitesnake[note 1]

## Récompenses et nominations
- 1994 : Grammy Awards de la meilleure performance rock et instrumentale de l'année pour Sofa de Frank Zappa sur l'album Zappa’s Universe
- 2008 : Grammy Awards de la meilleure performance rock et instrumentale de l'année pour Peaches en Regalia joué avec Zappa Plays Zappa